# Delden (Hof van Twente)
Delden ist eine Stadt in Twente in der niederländischen Provinz Overijssel. Bis 1. Januar 2001 war Delden unter dem Namen Stad Delden eine selbständige Gemeinde. Seitdem gehört die Stadt zur Gemeinde Hof van Twente (Zusammenschluss aus den fünf ehemaligen Gemeinden Ambt und Stadt Delden, Diepenheim, Goor und Markelo).
Sie liegt westlich von Hengelo, hat eine Fläche von 5,95 Quadratkilometer und hatte Anfang 2024 7.365 Einwohner.
Sehenswürdigkeiten sind unter anderem das Bauernhofmuseum Wendezoele, die Wassermühle „Noordmolen“, die Holzsägemühle von Twickel, das Salzmuseum und die alte und die neue Blasiuskirche.
In der Nähe des Ortes liegt das Schloss Twickel. Es ist nur von außen zu besichtigen, weil es bewohnt ist; die dazugehörenden Parkanlagen und Wälder sind für die Öffentlichkeit freigegeben.

## Geschichte
Delden hat seit 1333 Stadtrechte.
Delden wurde im Mai während des Westfeldzuges von der Wehrmacht besetzt und am 4. April 1945 von kanadischen Truppen befreit.

## Bilder

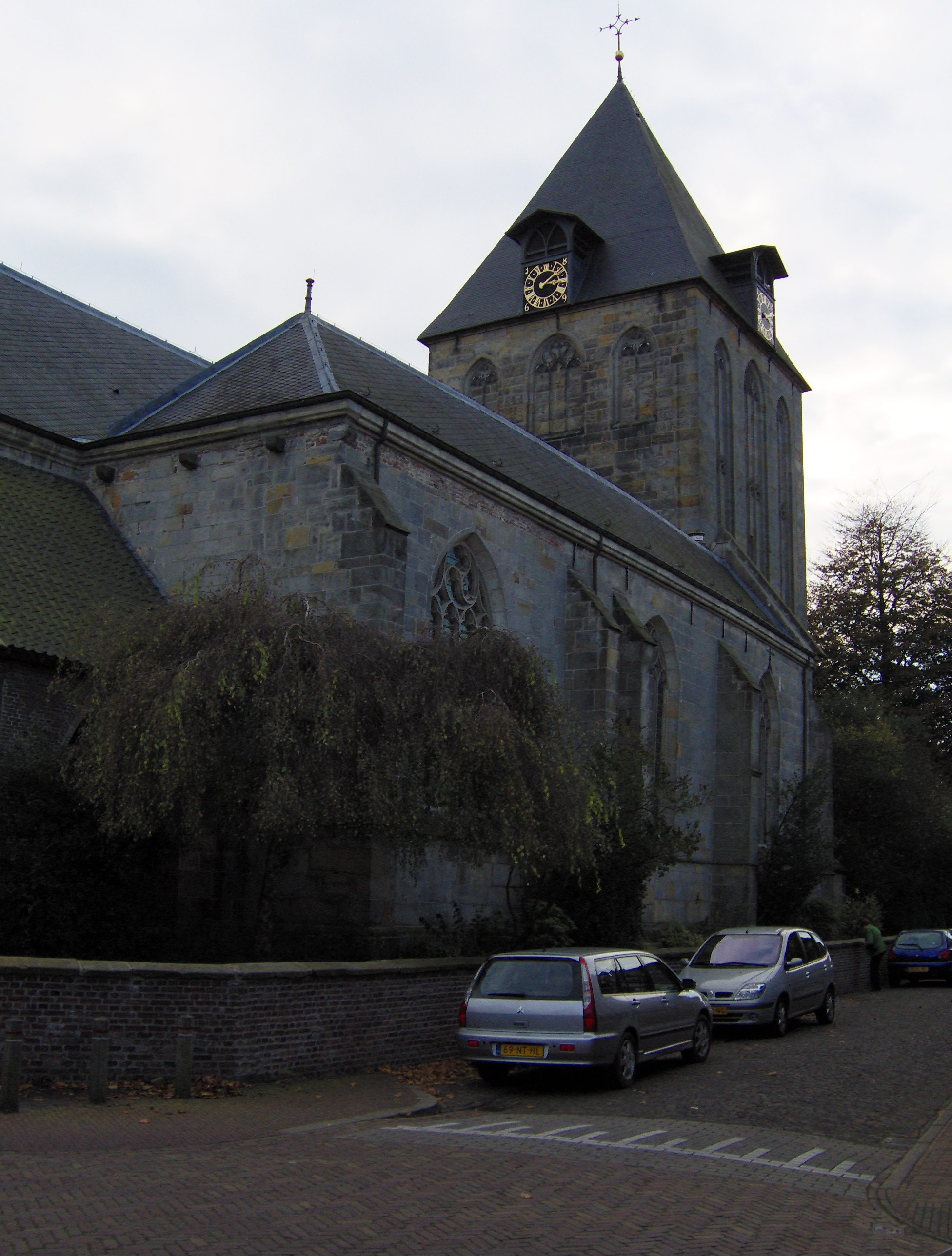
Alte Blasiuskirche
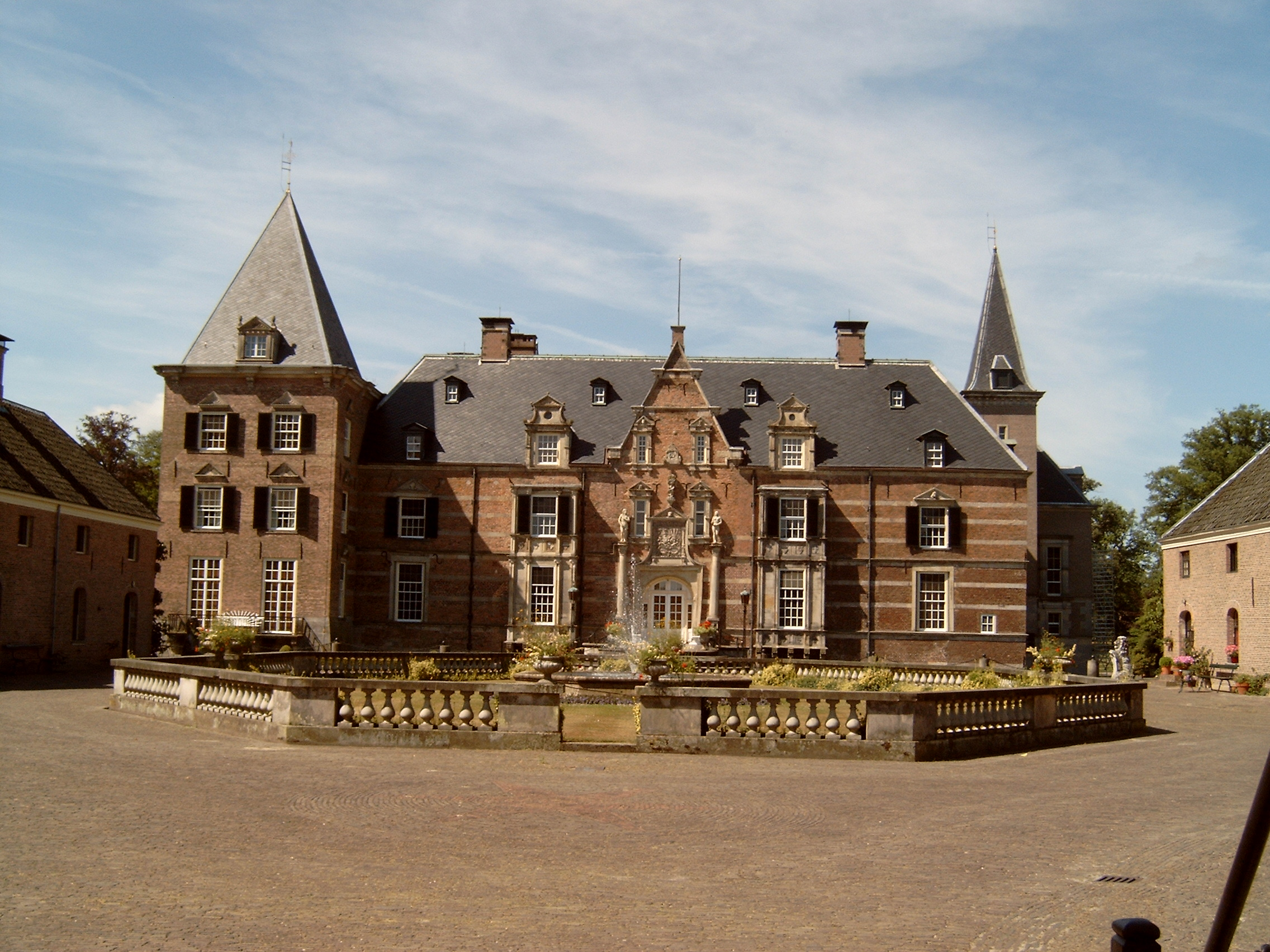
Schloss Twickel
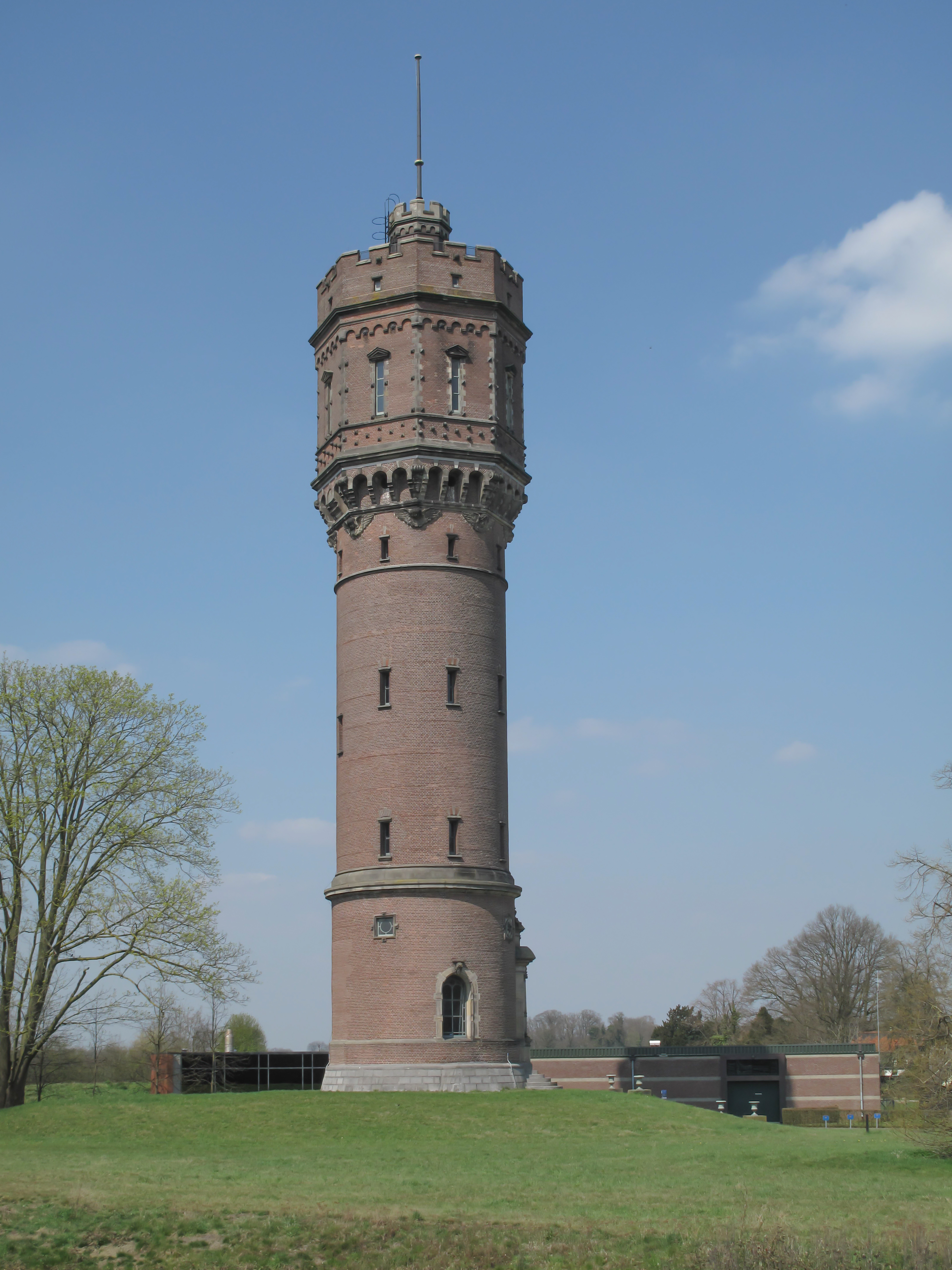
Wasserturm
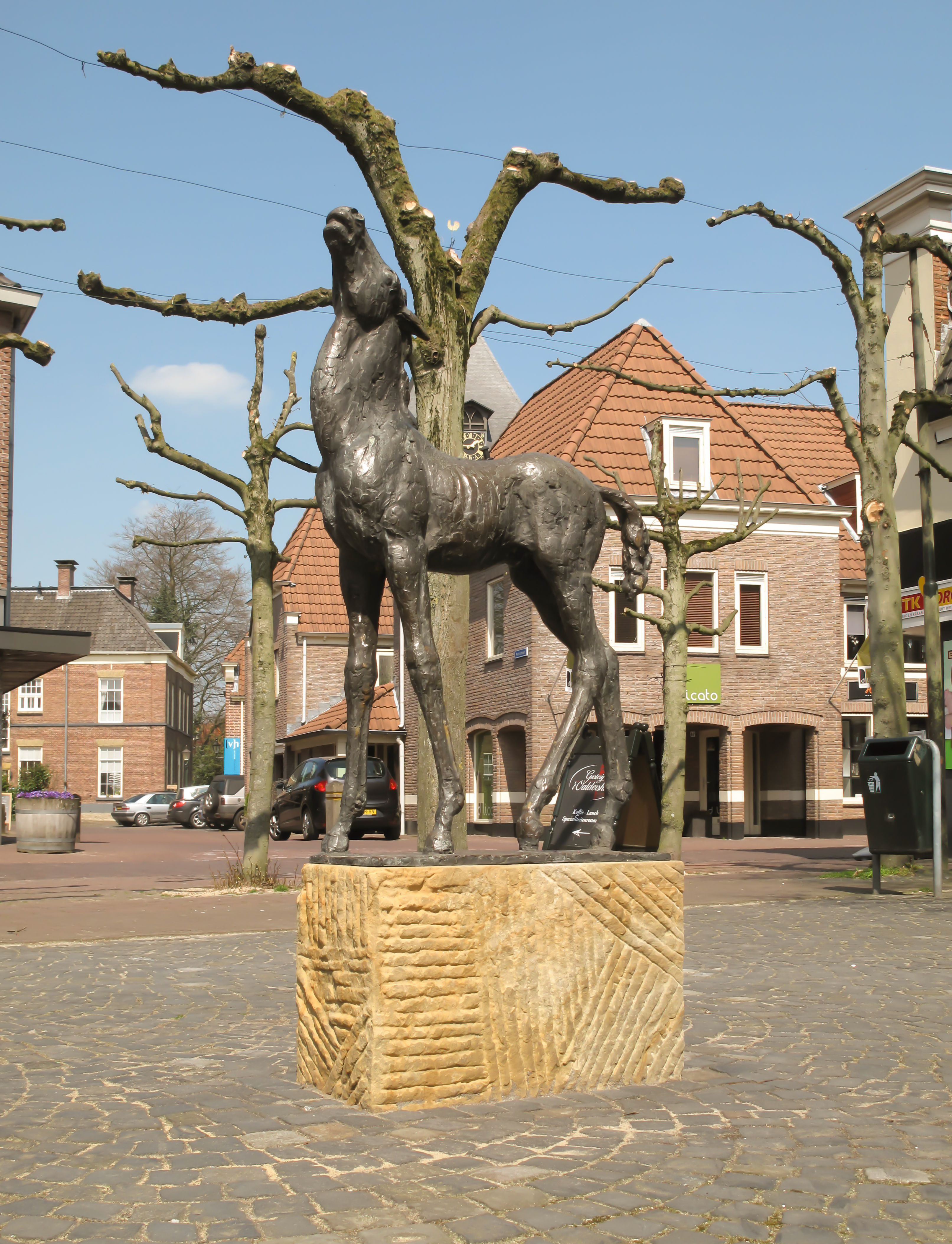
Skulptur am Keszthelyhof
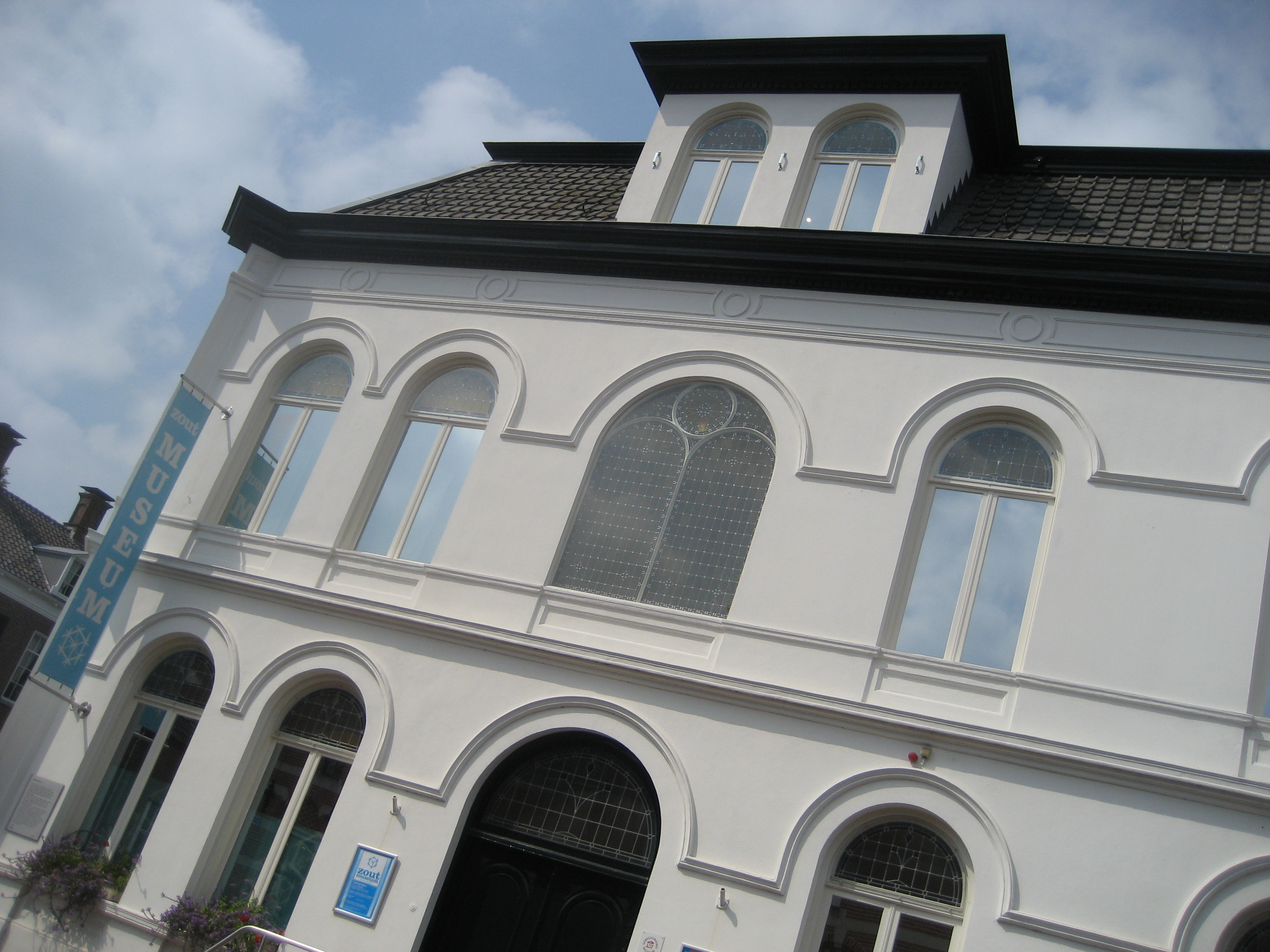
Salz Museum

## Söhne und Töchter der Stadt
- Unico Wilhelm van Wassenaer (1692–1766), Diplomat und Komponist
- Justinus Pedro Johannes Gewin (1880–1965), Jurist, Genealoge und Sekretär des Hoge Raad van Adel
- Nicolaas van Wijk (1880–1941), Germanist, Niederlandist und Vater der niederländischen Slawistik
- Simon C. Dik (1940–1995), Sprachwissenschaftler